# Województwo brzeskolitewskie

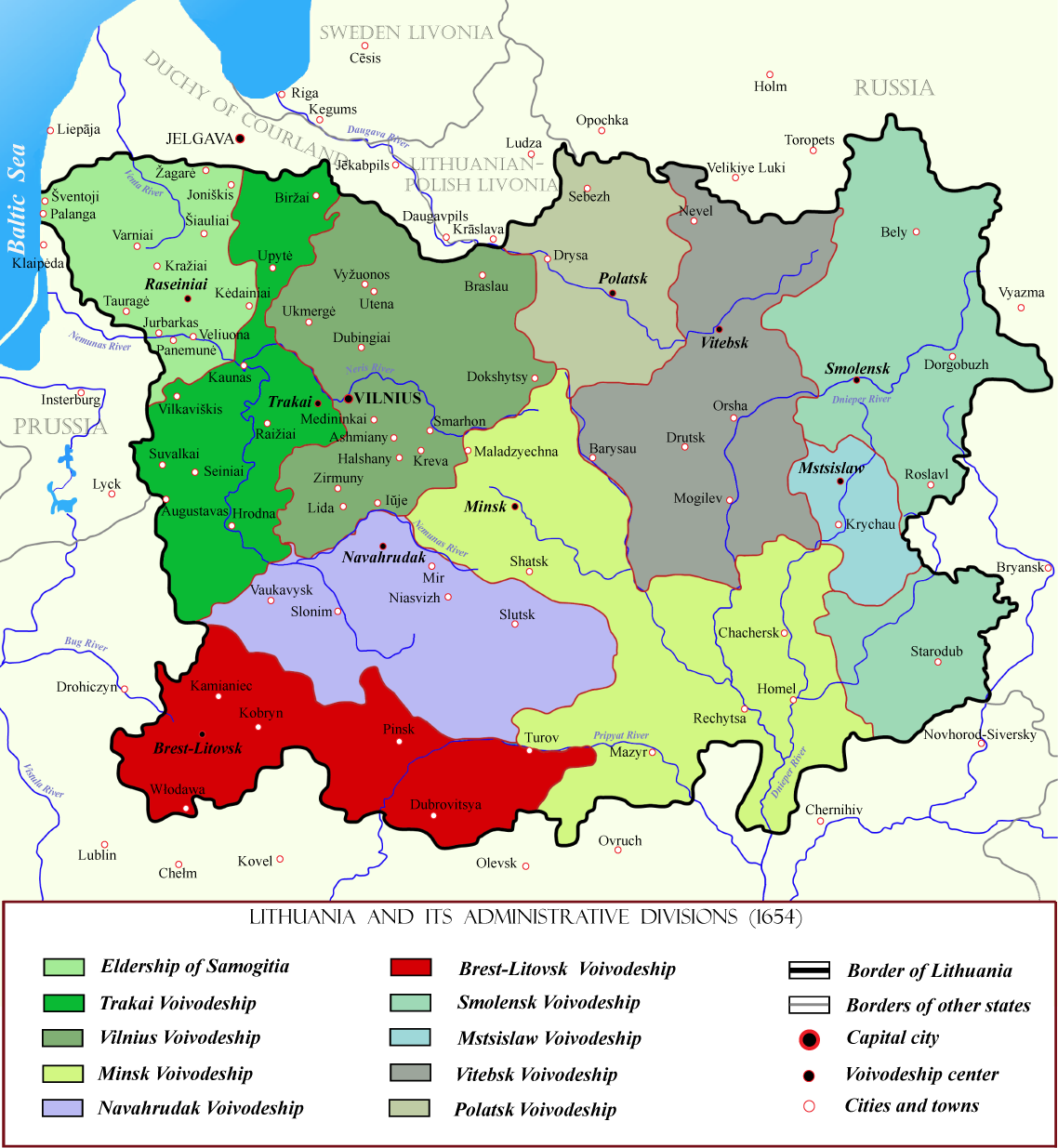
     Położenie województwa brzeskolitewskiego na mapie Wielkiego Księstwa Litewskiego

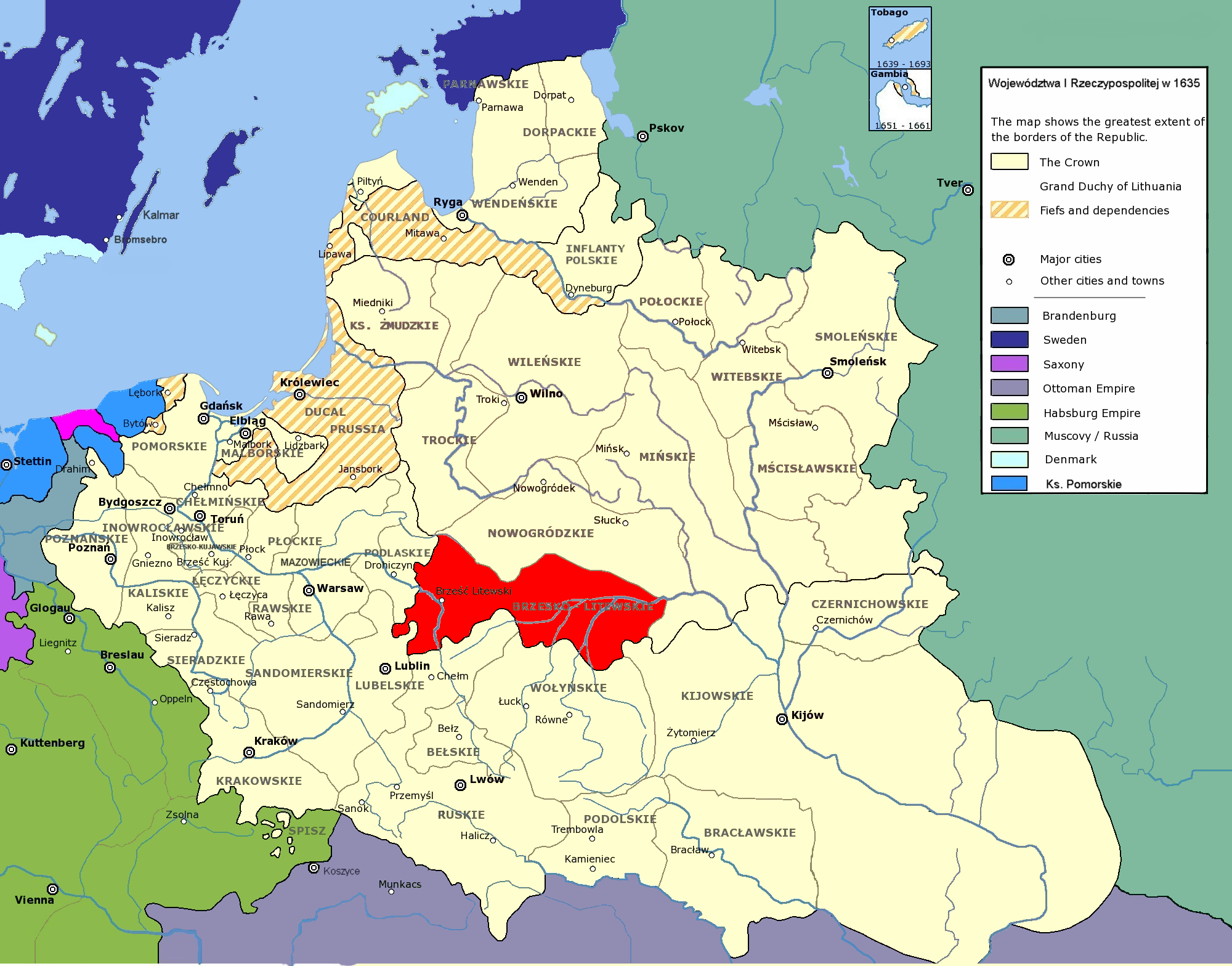
Województwo na mapie Rzeczypospolitej

Województwo brzeskolitewskie (brzeskie litewskie, brześciańskie) – województwo I Rzeczypospolitej, wchodzące w skład Wielkiego Księstwa Litewskiego.
Województwo brzeskie powstało w 1566 i w jego skład weszły ziemie księstwa turowsko–pińskiego oraz odłączone z województwa podlaskiego ziemia kobryńska, brzeska i kamieniecka. Jego stolicą był Brześć Litewski.
Nazywane także brześciańskim lub brzeskim litewskim dla odróżnienia od województwa brzeskokujawskiego w Koronie, ze stolicą w Brześciu Kujawskim. Na mapach z  epoki nazywane wymiennie Polesiem.
Dzieliło się na 2 powiaty:
- powiat brzeskolitewski, sejmik odbywał się w Brześciu Litewskim, gdzie wybierano 2 posłów na sejm i 2 deputatów do Trybunału Głównego Wielkiego Księstwa Litewskiego.

- powiat piński, sejmik odbywał się w Pińsku, gdzie wybierano 2 posłów na sejm i 2 deputatów do Trybunału Głównego Wielkiego Księstwa Litewskiego.

Były 2 starostwa grodowe: brzeskie i pińskie. Województwo brzeskolitewskie posiadało w senacie dwóch senatorów większych: wojewodę i kasztelana. Wojewoda zasiadał w senacie po wojewodzie rawskim, zaś kasztelan brzeski po kasztelanie rawskim.
Do dóbr stołowych królewskich należały w tym województwie dwie ekonomie: brzeska z Kobryniem i pińska.
Popis pospolitego ruszenia odbywał się w obu miastach powiatowych.
Herbem województwa brzeskiego była Pogoń w polu czerwonym, rząd koński i rycerzu koloru niebieskiego.
Główne miasta: Biała Radziwiłłowska, Brześć Litewski, Dąbrowica, Kamieniec Litewski, Kobryń, Kodeń, Pińsk, Turów, Wohyń, Wołczyn, Włodawa.

Województwo nowogródzkie i województwo brzeskolitewskie, czyli Polesie, na mapie z 1665